# Copa de baloncesto de Italia 2023
La 55ª edición de la Copa de baloncesto de Italia (en italiano Coppa Italia y por motivos de patrocinio Frecciarossa Final Eight 2023) se celebró en Turín del 15 al 19 de febrero de 2023. El campeón fue el Germani Brescia, que lograba su primer título.

## Clasificación
Lograban la clasificación para disputar la Coppa Italia los ocho primeros clasificados de la Lega al final de la primera vuelta de la competición.
| Pos. | Equipo                     | PJ | G  | P | GF   | GC   | DG   | Pts | Clasificación                      |
| ---- | -------------------------- | -- | -- | - | ---- | ---- | ---- | --- | ---------------------------------- |
| 1    | EA7 Emporio Armani Milano  | 15 | 12 | 3 | 1259 | 1099 | +160 | 27  | Clasificados como cabezas de serie |
| 2    | Virtus Segafredo Bologna   | 15 | 12 | 3 | 1273 | 1160 | +113 | 27  | Clasificados como cabezas de serie |
| 3    | Bertram Derthona Tortona   | 15 | 10 | 5 | 1214 | 1142 | +72  | 25  | Clasificados como cabezas de serie |
| 4    | Carlegna Prosciutto Pesaro | 15 | 9  | 6 | 1322 | 1259 | +63  | 24  | Clasificados como cabezas de serie |
| 5    | Openjobmetis Varese        | 15 | 9  | 6 | 1406 | 1365 | +41  | 24  | Clasificados                       |
| 6    | Dolomiti Energia Trentino  | 15 | 8  | 7 | 1106 | 1130 | −24  | 23  | Clasificados                       |
| 7    | Umana Reyer Venezia        | 15 | 8  | 7 | 1243 | 1187 | +56  | 23  | Clasificados                       |
| 8    | Germani Brescia            | 15 | 7  | 8 | 1270 | 1250 | +20  | 22  | Clasificados                       |

 Fuente: LBA

## Cuadro final
|  | Cuartos de final | Cuartos de final           | Cuartos de final           |                            |                          | Semifinales              | Semifinales | Semifinales |  |                 | Final           | Final | Final |  |
|  |                  |                            |                            |                            |                          |                          |             |             |  |                 |                 |       |       |  |
|  |                  |                            |                            |                            |                          |                          |             |             |  |                 |                 |       |       |  |
|  | 1                | EA7 Emporio Armani Milano  | 72                         |                            |                          |                          |             |             |  |                 |                 |       |       |  |
|  | 1                | EA7 Emporio Armani Milano  | 72                         |                            |                          |                          |             |             |  |                 |                 |       |       |  |
|  | 8                | Germani Brescia            | 75                         |                            |                          |                          |             |             |  |                 |                 |       |       |  |
|  | 8                | Germani Brescia            | 75                         |                            | Germani Brescia          | Germani Brescia          | 74          |             |  |                 |                 |       |       |  |
|  |                  |                            |                            |                            | Germani Brescia          | Germani Brescia          | 74          |             |  |                 |                 |       |       |  |
|  |                  |                            | Carlegna Prosciutto Pesaro | Carlegna Prosciutto Pesaro | 57                       |                          |             |             |  |                 |                 |       |       |  |
|  | 4                | Carlegna Prosciutto Pesaro | Carlegna Prosciutto Pesaro | Carlegna Prosciutto Pesaro | 57                       | 84                       |             |             |  |                 |                 |       |       |  |
|  | 4                | Carlegna Prosciutto Pesaro |                            |                            |                          |                          |             |             |  |                 |                 |       |       |  |
|  | 5                | Openjobmetis Varese        | 80                         |                            |                          |                          |             |             |  |                 |                 |       |       |  |
|  | 5                | Openjobmetis Varese        | 80                         |                            |                          |                          |             |             |  | Germani Brescia | Germani Brescia | 84    |       |  |
|  |                  |                            |                            |                            |                          |                          |             |             |  | Germani Brescia | Germani Brescia | 84    |       |  |
|  |                  |                            | Virtus Segafredo Bologna   | Virtus Segafredo Bologna   | 76                       |                          |             |             |  |                 |                 |       |       |  |
|  | 2                | Virtus Segafredo Bologna   | Virtus Segafredo Bologna   | Virtus Segafredo Bologna   | 76                       | 82                       |             |             |  |                 |                 |       |       |  |
|  | 2                | Virtus Segafredo Bologna   |                            |                            |                          |                          |             |             |  |                 |                 |       |       |  |
|  | 7                | Umana Reyer Venezia        | 68                         |                            |                          |                          |             |             |  |                 |                 |       |       |  |
|  | 7                | Umana Reyer Venezia        | 68                         |                            | Virtus Segafredo Bologna | Virtus Segafredo Bologna | 90          |             |  |                 |                 |       |       |  |
|  |                  |                            |                            |                            | Virtus Segafredo Bologna | Virtus Segafredo Bologna | 90          |             |  |                 |                 |       |       |  |
|  |                  |                            | Bertram Derthona Tortona   | Bertram Derthona Tortona   | 68                       |                          |             |             |  |                 |                 |       |       |  |
|  | 3                | Bertram Derthona Tortona   | Bertram Derthona Tortona   | Bertram Derthona Tortona   | 68                       | 74                       |             |             |  |                 |                 |       |       |  |
|  | 3                | Bertram Derthona Tortona   |                            |                            |                          |                          |             |             |  |                 |                 |       |       |  |
|  | 6                | Dolomiti Energia Trentino  | 70                         |                            |                          |                          |             |             |  |                 |                 |       |       |  |
|  | 6                | Dolomiti Energia Trentino  | 70                         |                            |                          |                          |             |             |  |                 |                 |       |       |  |
|  |                  |                            |                            |                            |                          |                          |             |             |  |                 |                 |       |       |  |

## Cuartos de final

### EA7 Emporio Armani Milano vs. Germani Brescia
| 15 de febrero de 2023 | EA7 Emporio Armani Milano                       | 72–75                                 | Germani Brescia                                    | |  |
| 18:00                 | Parciales: 19–20, 10–25, 26–11, 17–19           | Parciales: 19–20, 10–25, 26–11, 17–19 | Parciales: 19–20, 10–25, 26–11, 17–19              | |  |
|                       | Estadísticas Baron 18 Melli 9 Luwawu-Cabarrot 4 | Reporte Pts Reb Asts                  | Estadísticas Massinburg 16 Nikolić 8 Della Valle 7 | Pabellón: Pala Alpitour, Turín Árbitros: Lanzarini, Sahin, Perciavalle Televisión: Eleven, Eurosport, Nove |  |

### Carpegna Prosciutto Pesaro vs. Openjobmetis Varese
| 15 de febrero de 2023 | Carpegna Prosciutto Pesaro                          | 84–80                                 | Openjobmetis Varese                     | |  |
| 20:45                 | Parciales: 29–12, 15–23, 23–29, 17–16               | Parciales: 29–12, 15–23, 23–29, 17–16 | Parciales: 29–12, 15–23, 23–29, 17–16   | |  |
|                       | Estadísticas Charalampopoulos 20 Kravić 6 Delfino 4 | Reporte Pts Reb Asts                  | Estadísticas Johnson 18 Owens 13 Ross 7 | Pabellón: Pala Alpitour, Turín Árbitros: Mazzoni, Borgioni, Gonella Televisión: Eleven, Eurosport, Nove |  |

### Virtus Segafredo Bologna vs. Umana Reyer Venezia
| 16 de febrero de 2023 | Virtus Segafredo Bologna                         | 82–68                                 | Umana Reyer Venezia                         | |  |
| 18:00                 | Parciales: 20–22, 14–14, 21–12, 27–20            | Parciales: 20–22, 14–14, 21–12, 27–20 | Parciales: 20–22, 14–14, 21–12, 27–20       | |  |
|                       | Estadísticas Belinelli 21 Shengelia 5 Teodosić 6 | Reporte Pts Reb Asts                  | Estadísticas Parks 18 Parks 10 De Nicolao 5 | Pabellón: Pala Alpitour, Turín Árbitros: Paternicò, Attard, Giovannetti Televisión: Eleven, Eurosport, Nove |  |

### Bertram Derthona Tortona vs. Dolomiti Energia Trentino
| 16 de febrero de 2023 | Bertram Derthona Tortona                   | 74–70                                 | Dolomiti Energia Trentino                      | |  |
| 20:45                 | Parciales: 22–16, 16–20, 21–12, 15–22      | Parciales: 22–16, 16–20, 21–12, 15–22 | Parciales: 22–16, 16–20, 21–12, 15–22          | |  |
|                       | Estadísticas Christon 19 Daum 7 Christon 4 | Reporte Pts Reb Asts                  | Estadísticas Flaccadori 15 Udom 7 Flaccadori 5 | Pabellón: Pala Alpitour, Turín Árbitros: Rossi, Martolini, Bettini Televisión: Eleven, Eurosport, Nove |  |

## Semifinales

### Virtus Segafredo Bologna vs. Bertram Derthona Tortona
| 18 de febrero de 2023 | Virtus Segafredo Bologna                    | 90–65                                 | Umana Reyer Venezia                    | |  |
| 18:00                 | Parciales: 29–12, 23–21, 21–18, 17–14       | Parciales: 29–12, 23–21, 21–18, 17–14 | Parciales: 29–12, 23–21, 21–18, 17–14  | |  |
|                       | Estadísticas Belinelli 20 Mickey 7 Pajola 5 | Reporte Pts Reb Asts                  | Estadísticas 19 Harper 10 Cain 4 Candi | Pabellón: Pala Alpitour, Turín Árbitros: Roberto Begnis, Mark Bartoli, Denny Borgioni Televisión: Eleven, Eurosport, Nove |  |

### Germani Brescia vs. Carpegna Prosciutto Pesaro
| 18 de febrero de 2023 | Germani Brescia                                        | 74–57                                | Carpegna Prosciutto Pesaro                                 | |  |
| 20:45                 | Parciales: 14–16, 22–6, 15–14, 23–21                   | Parciales: 14–16, 22–6, 15–14, 23–21 | Parciales: 14–16, 22–6, 15–14, 23–21                       | |  |
|                       | Estadísticas Della Valle 15 Massinburg 8 Della Valle 5 | Reporte Pts Reb Asts                 | Estadísticas 14 Charalampopoulos 11 Kravić 4 Abdur-Rahkman | Pabellón: Pala Alpitour, Turín Árbitros: Saverio Lanzarini, Manuel Attard, Alessandro Martolini Televisión: Eleven, Eurosport, Nove |  |

## Final

### Virtus Segafredo Bologna vs. Germani Brescia
| 19 de febrero de 2023 | Virtus Segafredo Bologna                             | 76–84                                 | Germani Brescia                                      | |  |
| 18:00                 | Parciales: 16–17, 14–23, 21–21, 25–23                | Parciales: 16–17, 14–23, 21–21, 25–23 | Parciales: 16–17, 14–23, 21–21, 25–23                | |  |
|                       | Estadísticas Belinelli 24 Mickey, Ojeleye 8 Pajola 6 | Reporte Pts Reb Asts                  | Estadísticas 26 Della Valle 10 Gabriel 6 Della Valle | Pabellón: Pala Alpitour, Turín Árbitros: Roberto Begnis, Manuel Mazzoni, Guido Giovannetti Televisión: Eleven, Eurosport, Nove |  |